# Lepidagathis nickeriensis
Lepidagathis nickeriensis är en akantusväxtart som beskrevs av D.C. Wasshausen. Lepidagathis nickeriensis ingår i släktet Lepidagathis och familjen akantusväxter. Inga underarter finns listade i Catalogue of Life.